# Combretum sordidum
Combretum sordidum är en tvåhjärtbladig växtart som beskrevs av Arthur Wallis Exell. Combretum sordidum ingår i släktet Combretum och familjen Combretaceae. Inga underarter finns listade i Catalogue of Life.